# Bełchatów
Bełchatów [bɛwˈxatuf]ⓘ (deutsch Belchatow, 1943–1945 Belchental) ist eine Stadt in Polen in der Woiwodschaft Łódź südlich von Łódź.

## Geschichte
Die erste Erwähnung des Ortes erfolgte 1391. Das Stadtrecht erhielt Bełchatów 1737.
Preußen bekam den Ort 1793 unter seine Herrschaft. 14 Jahre später gehörte der Ort zum Herzogtum Warschau und 1815 zum Königreich Polen, das in Personalunion mit dem Russischen Kaiserreich verbunden war und damit faktisch zu Russland gehörte. Im Verlauf des 19. Jahrhunderts wuchs die Textilindustrie zu einem wichtigen Wirtschaftszweig heran, nicht zuletzt durch die Nähe zu Łódź.
Nach der Wiedererrichtung des polnischen Staates wurde der Ort 1919 wieder polnisch und erhielt 1925 sein zwischenzeitlich verlorenes Stadtrecht wieder.
Die Stadt wurde während des deutschen Überfall auf Polen am 6. September 1939 von der Wehrmacht besetzt. Es wurde ein Ghetto errichtet, in dem etwa 5.000 Juden leben mussten. Dieses wurde im August 1942 „liquidiert“; die meisten Einwohner wurden in das Vernichtungslager Kulmhof gebracht und dort ermordet (siehe auch: Synagoge (Bełchatów)).
1943 wurde die Stadt in Belchental umbenannt (gem. Anordnung des Reichsstatthalters im Warthegau vom 18. Mai 1943). Am 19. Januar 1945 marschierte die Rote Armee in den Ort ein. Bei Kriegsende war Bełchatów zu 50 % zerstört. 1965 wurde der Ort Sitz eines eigenen Powiats. Diesen Status verlor er 1975 bei einer Gebietsreform wieder. Durch die Gebietsreform in Polen 1999 wurde Bełchatow wieder zur Kreisstadt. Der Ort entwickelte sich durch die neuentdeckten Braunkohlevorkommen gut. Das Kraftwerk Bełchatów ist gemessen an seiner 5.420 Megawatt Leistung das größte Braunkohle- und das zweitgrößte Kohlekraftwerk der Welt.

### Bevölkerungsentwicklung
1860 lebten in der Stadt 1899 Menschen, davon 1139 Juden, 352 polnische Christen und 35 deutsche Christen. 1931 ergab sich ein anderes Bild. Hier waren die Christen mit 4160 Menschen am stärksten vertreten, allerdings dicht gefolgt von den Juden mit 3970. An deutschen Christen waren 800 Personen vertreten.
| Jahr          | 1808 | 1820 | 1827 | 1857  | 1860  | 1897  | 1921  | 1931  | 1975   | 1995   | 2000   | 2005   | 2010   | 2015   |
| Einwohnerzahl | 155  | 352  | 729  | 1.506 | 1.899 | 3.859 | 6.249 | 8.932 | 10.836 | 59.900 | 61.200 | 62.192 | 60.768 | 58.667 |

## Gemeinde

### Stadtgemeinde
Die Stadt Bełchatów bildet eine eigenständige Stadtgemeinde (gmina miejska).

### Landgemeinde
Die Landgemeinde (gmina wiejska) Bełchatów setzt sich aus vierzig Ortsteilen mit einem Schulzenamt (sołectwo) zusammen.

## Politik

### Stadtpräsident
An der Spitze der Verwaltung steht der Stadtpräsident. Seit 2014 war dies Mariola Czechowska, die 2014 für die PiS und 2018 und 2024 für ihr eigenes Wahlkomitee antrat. Sie unterlag 2024 Patrik Marjan (Nowa Nadzieja), der für das Wahlkomitee „Die Menschen von Bełchatów“ antrat. Die turnusmäßige Wahl im April 2024 brachte folgendes Ergebnis:
- Patrik Marjan (Wahlkomitee „Die Menschen von Bełchatów“) 38,4 % der Stimmen
- Mariola Czechowska (Wahlkomitee Mariola Czechowska) 32,0 % der Stimmen
- Arkadiusz Rożniatowski (Koalicja Obywatelska) 29,7 % der Stimmen

In der damit notwendigen Stichwahl setzte sich Marjan mit 62,9 % der Stimmen gegen Amtsinhaberin Czechowska durch und wurde zum neuen Stadtpräsidenten gewählt.
Die turnusmäßige Wahl im Oktober 2018 brachte folgendes Ergebnis:
- Dariusz Matyśkiewicz (Wahlkomitee „Plus“) 21,7 % der Stimmen
- Mariola Czechowska (Wahlkomitee Mariola Czechowska) 18,9 % der Stimmen
- Piotr Wysocki (Prawo i Sprawiedliwość) 17,7 % der Stimmen
- Grzegorz Gryczka (Wahlkomitee „Vereinigung für die Region Bełchatówski“) 15,6 % der Stimmen
- Patryk Marjan (Wahlkomitee der neuen Generation) 11,7 % der Stimmen
- Elżbieta Kudaj (Wahlkomitee Elżbieta Kudaj) 7,5 % der Stimmen
- Wlodzimierz Kuliński (Koalicja Obywatelska) 6,9 % der Stimmen

In der damit notwendigen Stichwahl setzte sich Amtsinhaberin Czechowska, die nach dem ersten Wahlgang noch auf Platz zwei gelegen hatte, mit 51,8 % der Stimmen gegen Matyśkiewicz durch und wurde für eine weitere Amtszeit gewählt.

### Stadtrat
Der Stadtrat von Bełchatów besteht aus 23 Mitgliedern. Die Wahl 2024 führte zu folgendem Ergebnis:
- Prawo i Sprawiedliwość (PiS) 29,8 % der Stimmen, 7 Sitze
- Koalicja Obywatelska (KO) 29,0 % der Stimmen, 9 Sitze
- Wahlkomitee „Die Menschen von Bełchatów“ 19,8 % der Stimmen, 5 Sitze
- Wahlkomitee „Plus“ 12,6 % der Stimmen, 1 Sitz
- Wahlkomitee Mariola Czechowska 8,9 % der Stimmen, 1 Sitz

Die Wahl 2018 führte zu folgendem Ergebnis:
- Prawo i Sprawiedliwość (PiS) 30,3 % der Stimmen, 9 Sitze
- Wahlkomitee „Plus“ 16,8 % der Stimmen, 5 Sitze
- Koalicja Obywatelska (KO) 12,7 % der Stimmen, 4 Sitze
- Wahlkomitee „Vereinigung für die Region Bełchatówski“ 12,7 % der Stimmen, 3 Sitze
- Wahlkomitee Mariola Czechowska 8,5 % der Stimmen, 2 Sitze
- Wahlkomitee der neuen Generation 8,2 % der Stimmen, kein Sitz
- Wahlkomitee Elżbieta Kudaj 6,8 % der Stimmen, kein Sitz
- Wahlkomitee „Unser Haus Bełchatów“ 3,8 % der Stimmen, kein Sitz
- Übrige 0,2 % der Stimmen, kein Sitz

## Verkehr
Seit Juli 2015 ist der ÖPNV der Stadt kostenlos.

## Sport
Die Fußballer des Sportklubs GKS Bełchatów, die ihre Heimspiele in der GIEKSA Arena austragen, spielen in der Saison 2018/19 in der 2. Liga, der dritthöchsten Spielklasse.
Der Volleyballverein Skra Bełchatów ist neunmaliger polnischer Meister und erzielte Erfolge in der Champions League.

## Persönlichkeiten
- Harry Haft (1925–2007), polnisch-amerikanischer Überlebender des KZ Auschwitz und Profi-Boxer
- Józef Kaczmarek (* 1950), Radrennfahrer
- Martyna Trajdos (* 1989), deutsche Judoka
- Aleksandra Gaworska (* 1995), Hürdenläuferin
- Damian Michalski (* 1998), Fußballspieler
- Klaudia Jedlińska (* 2000), Fußballspielerin
- Nicole Konderla (* 2001), Skispringerin
- Kewin Komar (* 2003), Fußballspieler